# 로드 러너
《로드 러너》(Lode Runner)는 1983년 브로더번드(Broderbund)에서 애플 2용으로 발표한 컴퓨터 게임(퍼즐형 아케이드)이다.
게임의 목적은 적들을 피해 각 단계의 금을 모두 모으는 것이다. 금을 모두 모으면 다음 단계로 넘어갈 수 있는 사다리가 생기고, 게임 주인공이 사다리 맨 위로 올라가면 한 단계가 끝난다. 게임 주인공은 몰려드는 적들을 피하기 위해 좌우로 땅을 파서 구덩이를 만들고 적들을 빠뜨릴 수 있는 기능이 주어진다. 구덩이에 빠진 적은 일정 시간이 지나면 다시 빠져나오며, 구덩이도 일정 시간이 지나면 다시 메꿔진다. 다른 버전의 로드 러너에서는 주인공이 구덩이를 파는 대신 총을 쏘기도 하며 총알 1방으로 적을 완전히 제압할 수 있다.
게임은 총 150단계로 이루어져 있고, 단계를 거칠 때마다 적들의 움직임, 땅이 메꿔지는 시간 및 속도 등을 고려해 퍼즐을 풀듯이 금을 모아야 한다. 다른 게임과는 달리, 일점 점수를 모아서 생명이 늘어나는 것이 아니고, 매 스테이지를 넘겨야지만, 생명이 늘어난다. 또 세계 최초로 플레이 유저가 맵을 에디팅 할 수 있는 기능을 넣은 게임이 바로 로드 러너다.

## 역사
로드 러너는 더글러스 스미스(Douglas E. Smith)가 워싱턴 대학교 물리학과 학생 시절 개발했다. 이때 개발한 초기 버전은 콩(Kong)으로 불렀고, 워싱턴 대학교에 있던 VAX 컴퓨터에서 동작했다. 그래픽적인 효과를 낼 수 없어 ASCII 문자로 표현되었고, 사용된 컴퓨터 프로그래밍 언어는 포트란이었다.
두 번째 버전은 마이너(Miner)라 불리었고, 6502 어셈블리어로 작성되어 애플 II에 포팅되었다. 이 버전을 다시 수정한 버전이 브로더번드에서 발표한 버전이었다. 이후로 애플 2 이외에 아타리 ST, 코모도어 64, MSX, 아타리 400/800, IBM PC, 매킨토시, NES, 게임보이 등등으로도 포팅되었다.

## 시리즈 후속작
- 챔피온십 로드 러너(Championship Lode Runner, 1984년)
- 로드 러너 - 돌아온 전설(Load Runner - The Legend Returns, 1994년)
- 로드 러너 온라인 - 미친 수도승의 복수(Load Runner Online - Mad Monks' Revenge, 1995년)
- 로드 러너 - 서투른 반격(Lode Runner - The Bungeling Strikes Back)
- Lode Runner - Majin No Fukkatsu
- Lode Runner - Teikoku Karano Dasshutsu
- Lode Runner - The Dig Fight
- 로드 러너1 (안드로이드)